# Leslie Charteris
Leslie Charteris, ursprungligen Leslie Charles Bowyer-Yin, född 12 maj 1907 i Singapore, död 15 april 1993 i Windsor, Berkshire, var en kinesisk-brittisk författare. Charteris är främst känd för The Saint eller Helgonet.
Från 1952 och fram till sin död 1993 var han gift med den amerikanska skådespelerskan Audrey Long.